# Keren ha-jesod

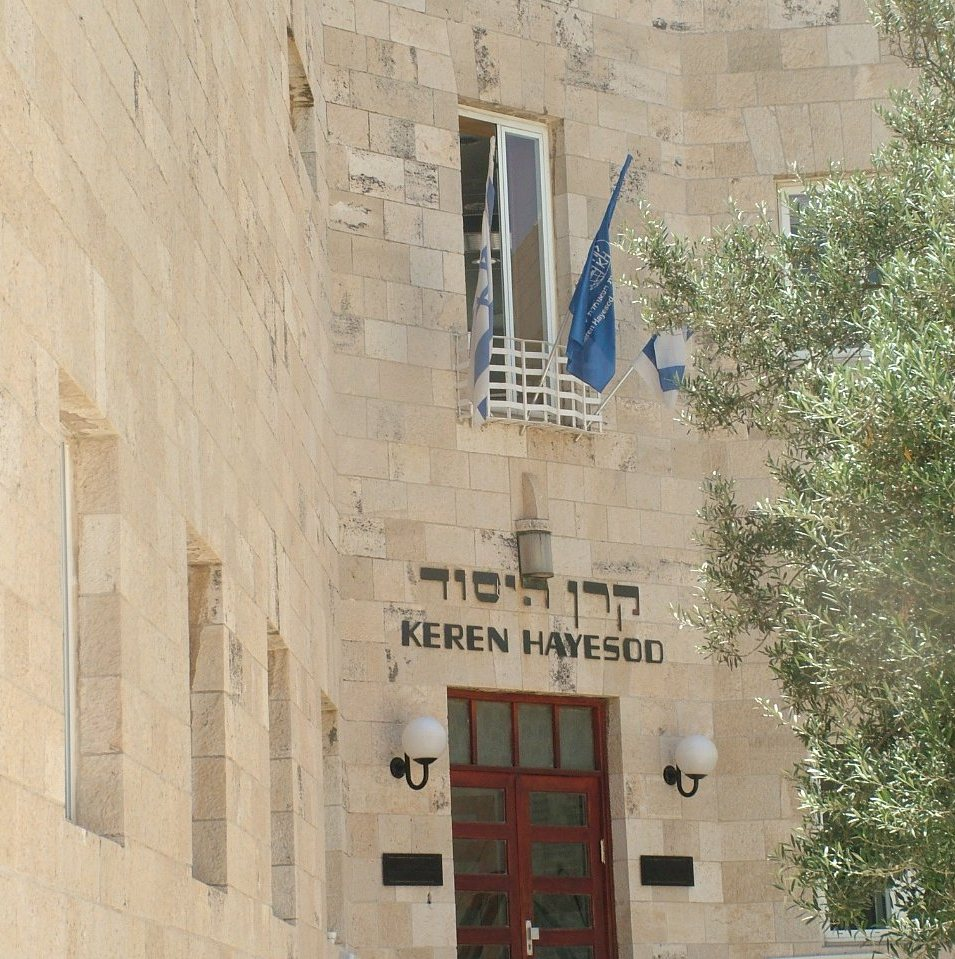
Sídlo Keren ha-jesod v domě národních institucí v jeruzalémské čtvrti Rechavja

Keren ha-jesod (hebrejsky: קרן היסוד, doslova Zakládající fond, anglicky: Keren Hayesod – United Israel Appeal) je sionistická organizace zaměřená na shromažďování a rozdělování finančních darů pro potřeby sionistického hnutí a budování státu Izrael. Sídlí v Jeruzalémě, konkrétně v domě národních institucí ve čtvrti Rechavja.

## Historie
Byla založena v červenci roku 1920 v Londýně. Roku 1926 se její sídlo přesunulo do Jeruzaléma, do tehdejší mandátní Palestiny. V čele organizace stojí sbor důvěrníků, který je jmenován Světovou sionistickou organizací a Židovskou agenturou. Kromě financování Židovské agentury měl Keren ha-jesod zodpovědnost za ekonomickou a finanční podporu jišuvu. Až do vzniku státu Izrael v roce 1948 suploval fond v mnoha ohledech státní správu. Financoval rozvoj ekonomiky, podílel se na zřízení podniků Palestine Electric Company nebo Palestine Potash Company, zabýval se rozvojem vodního hospodářství (roku 1937 spoluzakládal vodárenský podnik Mekorot), absorpcí přistěhovalců nebo veřejnými pracemi. Po vzniku státu Izrael část jeho funkcí převzala izraelská vláda a Židovská agentura. Keren ha-jesod se pak soustřeďoval na financování absorpce imigrantů a rozvoj osidlování nového státu. Podílel se dosud na zřízení 900 městských i venkovských sídel. Status fondu byl nově upraven zvláštním zákonem (Zákon o Keren ha-jesod) přijatým v Izraeli roku 1956, který jej zahrnul do oficiální struktury řízení státu Izrael a definoval ho jako oficiální zdroj získávání finančních darů pro Izrael v celém světě (s výjimkou USA, kde operují i další aktéři).
Většina přijmů organizace pochází z dobrovolných soukromých darů, které jsou shromažďovány v téměř všech zemích světa s židovskou komunitou. Organizace vyvíjí aktivity ve více než 40 zemích a zajišťuje přes 60 sponzorských programů. V letech 1948-1963 vybrala 862 500 000 dolarů, z čehož přes 76 % pochází z USA.